# Muş

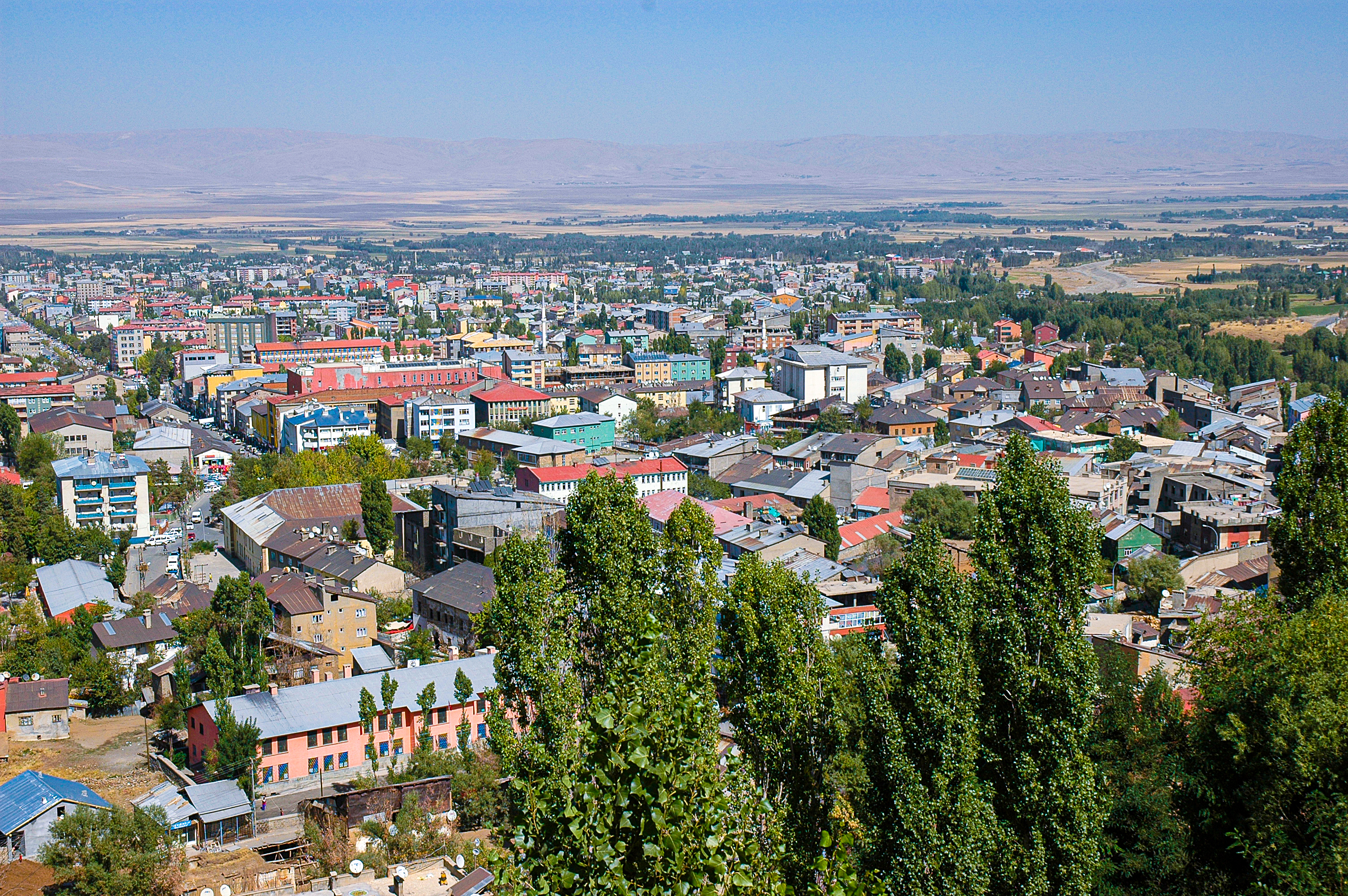
Muş

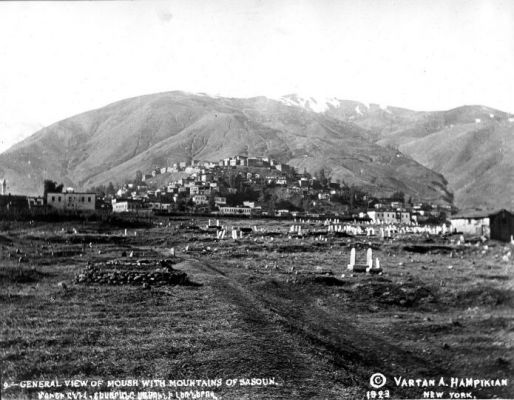
Muş 1923

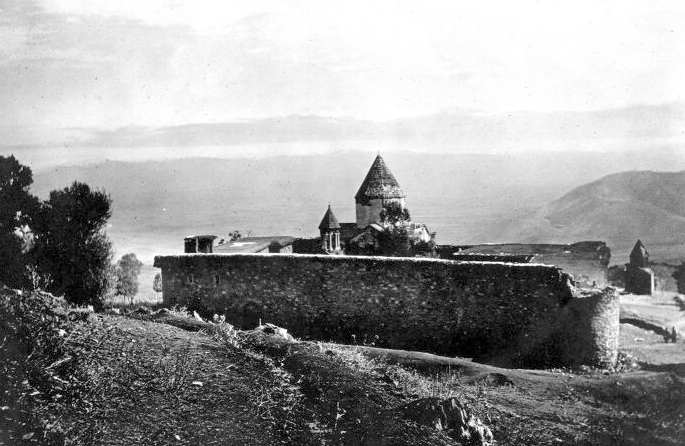
Armeniska apostoliska klostret i Mush

Muş, även stavat Mush, är provinshuvudstad i provinsen Muş i östra Turkiet. Staden, som före det osmanska folkmordet på armenier 1915 var biskopssäte för de kristna armenierna, hade 81 918 invånare i slutet av 2011, de flesta sunnitiska kurder.